# William Whitelaw (1er vicomte Whitelaw)
Pour les articles homonymes, voir William Whitelaw et Whitelaw.
William Stephen Ian Whitelaw (28 juin 1918 – 1er juillet 1999), 1er vicomte Whitelaw, est vice-premier ministre des gouvernements de Margaret Thatcher, de 1979 à 1988.

## Jeunesse et débuts
Né à Nairn, dans le Nord de l'Écosse, William Whitelaw ne connait pas son père qui est gazé durant la Première Guerre mondiale. Son grand-père et son arrière-grand-père sont parlementaires conservateurs. Il fait ses études supérieures à Cambridge au sein de Winchester College et de Trinity College. Au cours de la Seconde Guerre mondiale, il commande un char Churchill en Normandie et après la mort de son prédécesseur il prend le commandement en second de son bataillon, accédant au grade de commandant. Détenteur de la croix militaire, il progresse avec ses hommes aux Pays-Bas et en Allemagne. Après guerre, il est positionné avec son unité en Palestine jusqu'à son départ de l'armée courant 1946.

## Carrière politique
Après s'être fait repérer en 1950 et 1951 par de bonnes mais infructueuses campagnes en terre travailliste, William Whitelaw est élu député aux élections générales de 1955 dans une circonscription acquise à son parti. De mars 1972 à décembre 1973, il est secrétaire d'État pour l'Irlande du Nord après la prise en administration directe par Londres de l'Irlande du Nord. Il fait alors adopter pour satisfaire les revendications de l'IRA un statut particulier, qui se rapproche de celui de prisonnier de guerre, pour les personnes impliquées dans les activités terroristes en Irlande du Nord. Face à la poursuite des violences, ce statut est finalement abrogé en mars 1976 par les travaillistes. En décembre 1973 il devient ministre du Travail jusqu'à la défaite des conservateurs aux élections générales de février 1974.
De retour dans l'opposition, William Whitelaw s'engage auprès d'Edward Heath dans la lutte pour le contrôle du Parti conservateur. Mais après une seconde défaite aux élections générales d'octobre 1974, ce dernier doit convoquer un congrès de son parti en 1975 et est battu par Margaret Thatcher.
Après la victoire de cette dernière aux élections générales de 1979, William Whitelaw est nommé ministre de l'Intérieur (1979-83) et Deputy Prime Minister (1979-1988), fonction honorifique qui s'apparente à celle de vice-premier ministre. Comme ministre de l'Intérieur, il adopte une ligne dure concernant le respect de la loi et de l'ordre, augmente le salaire des policiers et lance un programme de construction de prisons. Pourtant, les quatre années qu'il passe chargé de la sécurité de l'Angleterre restent des temps troublés : le taux de criminalité continue d'augmenter, de grandes émeutes à caractère racial ont lieu à Londres, Liverpool et Bristol, la violence de l'IRA ne faiblit pas et de façon plus symbolique, un malade mental réussit à s'introduire dans le palais de Buckingham.
Deux jours après les élections générales de 1983, William Whitelaw est nommé pair héréditaire du royaume. Grâce à cette création, la première en 18 ans, il est désigné comme leader de la Chambre des lords. Victime d'une congestion cérébrale en décembre 1987, il se retira de la vie politique l'année suivante. En 1990, il est décoré de l'ordre du Chardon.
Il meurt près de Penrith, en Cumbria, Angleterre.

## Vie privée
William Whitelaw épouse Cecilia Doriel Sprot le 6 février 1943. Ils ont quatre filles : Susan (1944), Carol (1946), Mary (1947) et Pamela (1951).